# CD14
CD14 (diferenciační skupina 14) je glykoprotein o velikosti 55 kDa, který plní funkci pattern recognition receptoru (PRR) a zároveň se jedná o koreceptor několika TLR, mezi něž patří TLR1, TLR2, TLR3, TLR4, TLR6, TLR7 a TLR9. Je schopný rozpoznávat a vázat se na lipopolysacharid (LPS), lipoteichoovou kyselinu, peptidoglykan nebo fosfolipidy. CD14 je produkován většinou buněk myeloidního původu a také adipocyty nebo hepatocyty .

## Struktura
Existují dvě základní formy glykoproteinu CD14. Těmi jsou membánově vázaný CD14 (mCD14) a solubilní CD14 (sCD14). Tyto formy se od sebe liší přítomností GPI-kotvy, která zprostředkovává zakotvení mCD14 ve vnějším listu plazmatické membrány. CD14 je typický svou strukturou ve tvaru podkovy a absencí cytoplazmatické domény. Jeho součástí je LLR motiv (z anglického leucin-rich repeat) .

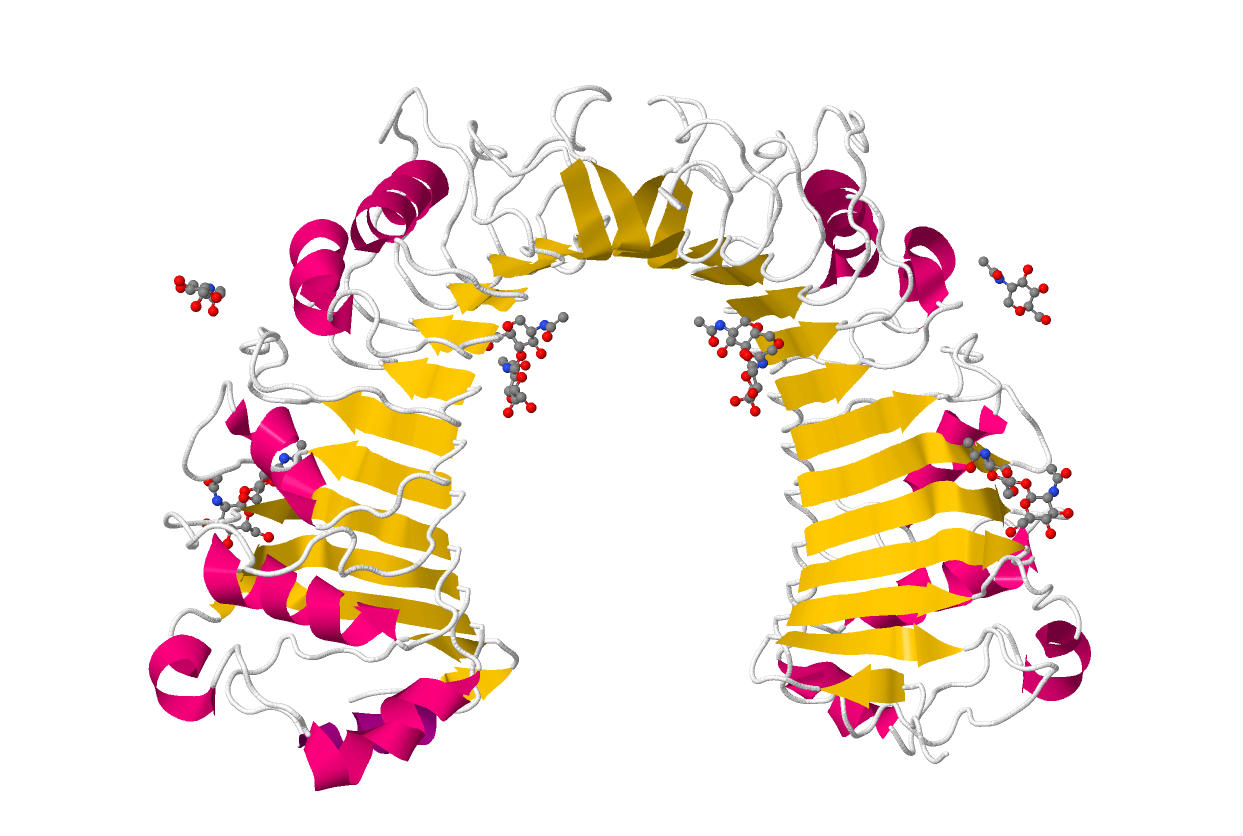
Struktura proteinu CD14

## Signální kapacita
CD14 hraje důležitou roli v několika signálních drahách. Tyto dráhy je možné rozdělit podle toho, zda je nebo není jejich součástí receptor TLR4. TLR4 se účastní signálních drah, které jsou závislé na adaptorovém proteinu MyD88 a adaptorovém proteinu TRIF . TLR4 nacházející se v plazmatické membráně zpravidla spouští kaskádu, jejíž součástí je MyD88. Naopak TLR4, který je v membráně endozomu, využívá pro signální transdukci adaptorový protein TRIF. U níže uvedených signálních drah je popsána úloha CD14 jako molekuly, která dokáže regulovat buněčnou reakci na přítomnost LPS. sCD14 kromě podílu na spuštění prozánětlivé reakce u buněk, které nemají membránový CD14 glykoprotein, je schopen také inhibovat reakci na LPS. Umí totiž vyvazovat
LPS, který je navázaný na mCD14. Tento LPS poté předává na lipoproteiny a tím snižuje účinnost prozánětlivé signalizace spouštěné díky mCD14 .

### Signální dráha závislá na MyD88
LBP (z anglického lipopolysaccharide-binding protein) je solubilní protein, který dokáže vázat LPS přítomný ve vnější membráně gramnegativních bakterií. Následně dochází k přenosu monomeru LPS z LBP na CD14. Komplex CD14/LPS poté interaguje s MD-2 (z anglického myeloid differentiation factor 2), který je navázán na receptor TLR4. Tímto způsobem dochází k přenosu LPS z CD14 na TLR4. Následuje dimerizace TLR4, která způsobí navázání adaptorových proteinů TIRAP a MyD88. To vede k přenosu signálu, jehož výsledkem je aktivace NFĸB a indukce exprese prozánětlivých cytokinů .

### Signální dráha závislá na TRIF
Signalizace závislá na adaptorovém proteinu MyD88 je následována internalizací komplexu skládajícího se z TLR4, MD-2, CD14 a LPS endozomem . Pro spuštění signální dráhy závislé na adaptorovém proteinu TRIF je CD14 naprosto nezbytný. Mimo jiné stabilizuje komplex TLR4/MD2/LPS a tím zvyšuje pravděpodobnost, že dojde k jeho internalizaci. V důsledku spuštění signální dráhy závislé na adaptorovém proteinu TRIF dojde k produkci např. interferonů typu I nebo IP-10 .

### Aktivace NFAT dráhy
CD14 se také podílí na aktivaci NFAT dráhy v dendritických buňkách, a to nezávisle na TLR4 receptorech. Poté, co dojde ke stimulaci dendritických buněk pomocí LPS, CD14 aktivuje kinázu rodiny Src a fosfolipázu C. Fosfolipáza C katalyzuje štěpnou reakci, během níž dochází ke vzniku druhých poslů IP3 a DAG z PIP2. IP3 způsobí příliv Ca2+ iontů z endoplazmatického retikula do cytoplazmy, což následně vede k aktivaci kalcineurinu a spuštění NFAT dráhy, která vyústí v produkci IL-2 nebo prostaglandinu E2. Pro spuštění NFAT dráhy je nezbytné, aby CD14 byl lokalizován v lipidických raftech plazmatické membrány .